# 知久航介
知久 航介（ちく こうすけ、1999年2月3日 - ）は、埼玉県朝霞市出身の元プロサッカー選手。現役時のポジションは、ミッドフィルダー。

## 来歴
幼稚園時にサッカーを始め、浦和三室サッカースポーツ少年団、浦和レッズジュニアユースを経て、國學院久我山高校に進学。2年時に同期の名倉巧と共に第94回全国高等学校サッカー選手権大会に出場、6試合に先発出場し準優勝に貢献した。
高校卒業後は筑波大学に進学。ボランチを主戦場に2年時にはチーム事情からサイドバックとしても起用され、以降はユーティリティープレーヤーとして両ポジションでプレー。4年時にはキャプテンを務めた。
2021年、アルビレックス新潟シンガポールに入団。21試合に出場して1得点を記録した。
2022年、ガイナーレ鳥取に完全移籍で加入。3月12日、J3リーグ開幕戦の藤枝戦でフル出場しJリーグデビューを飾った。2023年シーズン終了後、契約満了により鳥取を退団。同年12月13日、Jリーグ合同トライアウトに出場した。
2024年、ブランデュー弘前FCへ移籍。同年シーズン終了後に現役引退。

## 所属クラブ
- 浦和三室SSS
- 浦和レッズジュニアユース
- 國學院久我山高校
- 筑波大学
- 2021年  アルビレックス新潟シンガポール
- 2022年 - 2023年  ガイナーレ鳥取
- 2024年  ブランデュー弘前FC

## 個人成績
| 国内大会個人成績 | 国内大会個人成績 | 国内大会個人成績 | 国内大会個人成績 | 国内大会個人成績 | 国内大会個人成績 | 国内大会個人成績 | 国内大会個人成績 | 国内大会個人成績 | 国内大会個人成績 | 国内大会個人成績 | 国内大会個人成績 |
| 年度             | クラブ           | 背番号           | リーグ           | リーグ戦         | リーグ戦         | リーグ杯         | リーグ杯         | オープン杯       | オープン杯       | 期間通算         | 期間通算         |
| 年度             | クラブ           | 背番号           | リーグ           | 出場             | 得点             | 出場             | 得点             | 出場             | 得点             | 出場             | 得点             |
| シンガポール     | シンガポール     | シンガポール     | シンガポール     | リーグ戦         | リーグ戦         | リーグ杯         | リーグ杯         | シンガポール杯   | シンガポール杯   | 期間通算         | 期間通算         |
| ---------------- | ---------------- | ---------------- | ---------------- | ---------------- | ---------------- | ---------------- | ---------------- | ---------------- | ---------------- | ---------------- | ---------------- |
| 2021             | 新潟S            | 8                | プレミア         | 21               | 1                | -                | -                | -                | -                | 21               | 1                |
| 日本             | 日本             | 日本             | 日本             | リーグ戦         | リーグ戦         | リーグ杯         | リーグ杯         | 天皇杯           | 天皇杯           | 期間通算         | 期間通算         |
| 2022             | 鳥取             | 15               | J3               | 10               | 0                | -                | -                | 0                | 0                | 10               | 0                |
| 2023             | 鳥取             | 15               | J3               | 6                | 0                | -                | -                | 0                | 0                | 6                | 0                |
| 2024             | 弘前             | 23               | 東北1部          | 18               | 4                | -                | -                | -                | -                | 18               | 4                |
| 通算             | シンガポール     | シンガポール     | プレミア         | 21               | 1                | 0                | 0                | 0                | 0                | 21               | 1                |
| 通算             | 日本             | 日本             | J3               | 16               | 0                | -                | -                | 0                | 0                | 16               | 0                |
| 通算             | 日本             | 日本             | 東北1部          | 18               | 4                | -                | -                | 0                | 0                | 18               | 4                |
| 総通算           | 総通算           | 総通算           | 総通算           | 55               | 5                | 0                | 0                | 0                | 0                | 55               | 5                |

- Jリーグ初出場 - 2022年3月12日 J3第1節 藤枝MYFC戦 (藤枝総合運動公園サッカー場)